# Dilocantha flavicornis
Dilocantha flavicornis är en stekelart som först beskrevs av Walker 1862.  Dilocantha flavicornis ingår i släktet Dilocantha och familjen Eucharitidae. Inga underarter finns listade i Catalogue of Life.